# Retikulární vlákno

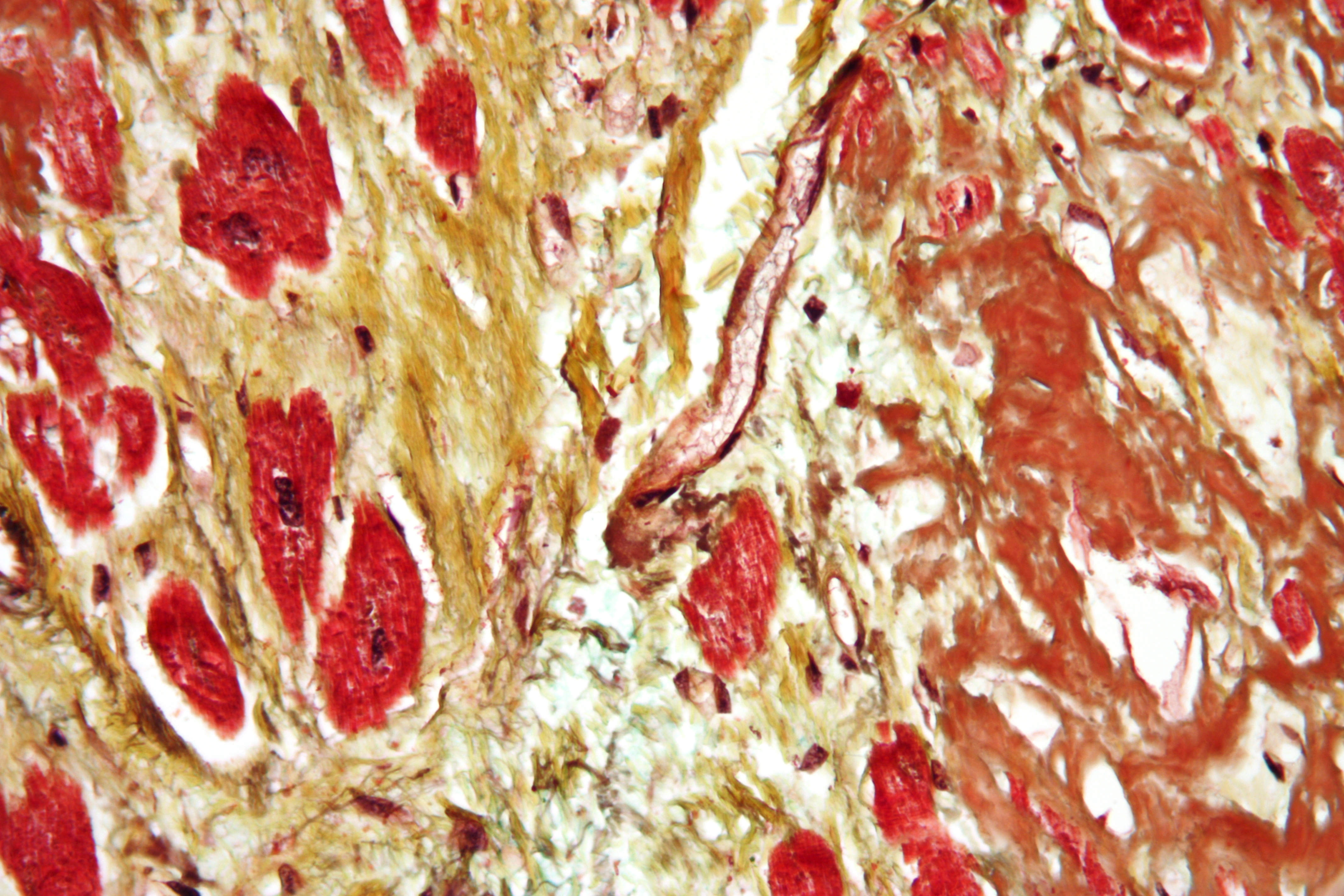
Srdeční amyloidóza: jádra (černě), kolagen, retikulární vlákna (žlutě), mucín (modře), fibrin (světle červeně), svalovina (červeně)

Retikulární vlákna byla kdysi považována za nezralá vlákna kolagenní. Dnes jsou samostatnou kategorií s charakteristickými biochemickými, morfologickými, funkčními i patologickými rysy. Jde o vlákna extrémně tenká (průměr 0,2 μm / 0,5 μm) až 2 μm), která v některých orgánech vytvářejí rozsáhle sítě.

## Popis

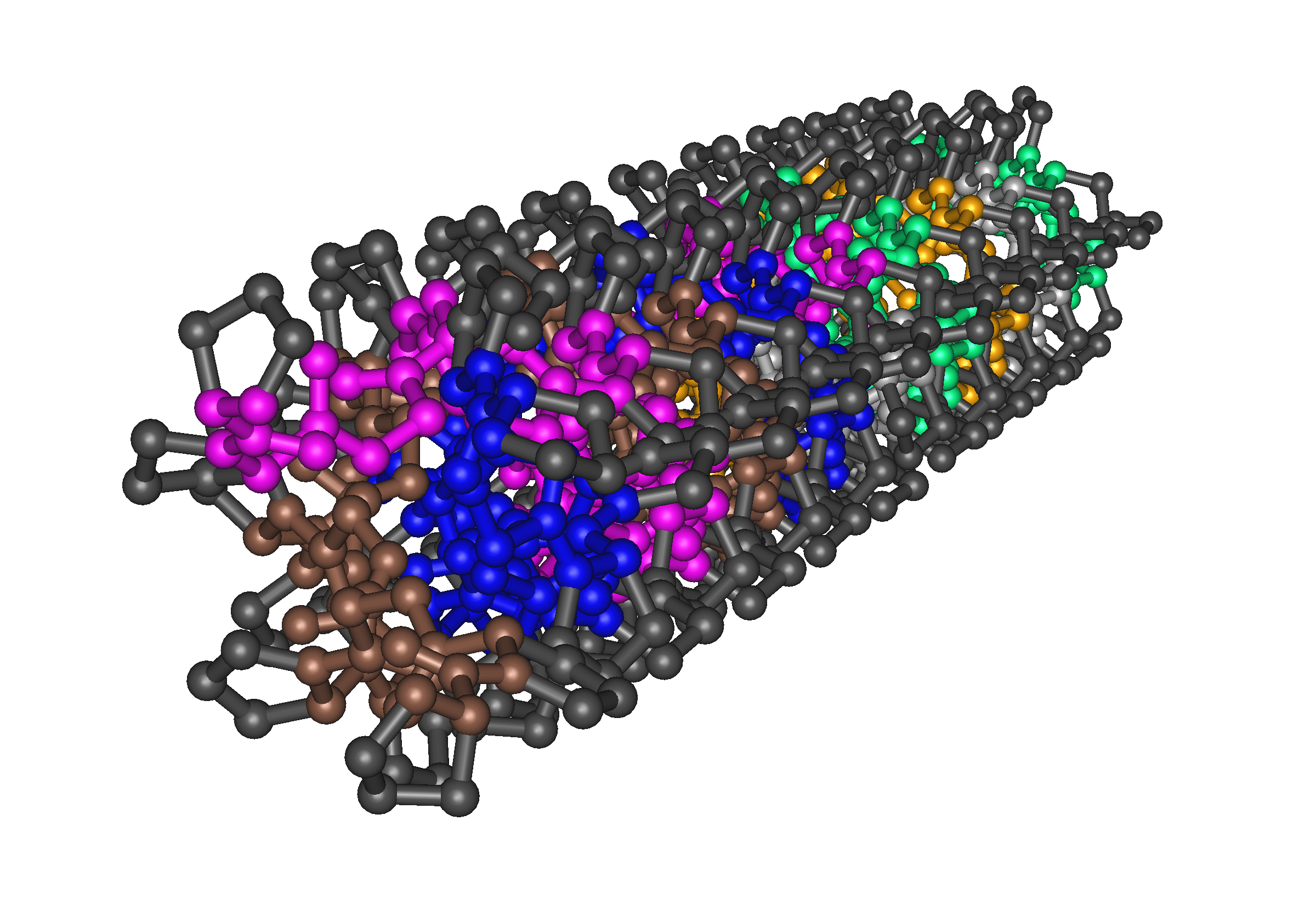
Krystalová struktura kolagenu (triple helix; trojitá šroubovice)

Retikulární vlákna jsou často označována jako vlákna argyrofilní (řecky argyros stříbro + philein). Důvodem je, že se nezobrazí na preparátech barvených hematoxylinem eosinem. Snadno se barví černě po impregnaci solemi stříbra. Tato vlákna jsou také PAS pozitivní. Argyrofilie i PAS pozitivita jsou připisovány vysokému obsahu glykoproteinů. Na rozdíl od vláken kolagenních, jejichž hlavní složkou je kolagen typu I, sestávají vlákna retikulární především z kolagenu typu III, spojeného s dalšími typy kolagenu glykoproteiny a proteoglykany.
Retikulární vlákna můžeme najít v hladké svalovině, endoneuriu a stromatu krvetvorných orgánů (např. sleziny, lymfatických uzlin, červené kostní dřeni) a kolem buněk parenchymových orgánů vytvářejí sítě (např. v ledvinách, játrech, a endokrinních žlázách. Během embryogeneze, zánětlivého procesu a hojení rány obsahuje většina vazivových tkání velké množství retikulárních vláken. Ta jsou však postupně nahrazována patřičnými vlákny kolagenními.

### Retikulární buňky
Retikulární buňky se vyskytují mezi retikulárními vlákny v různém stupni diferenciace. Některé zůstávají jen velmi málo diferencované (ve vazivu jsou usedlé jako kmenové buňky), a naopak jiné formy jsou synteticky aktivní (produkují retikulární vlákna a matrix, fungují tedy jako fibroblasty).
Retikulární buňka může být aktivována poškozenými a mrtvými buňkami, atypickými buňkami a antigeny k fagocytóze. Fagocytující retikulární buňku můžeme považovat za makrofág. Po kontaktu s antigenem může stimulovat imunokompetentní B lymfocyty k diferenciaci v plazmatické buňky.

## Patologie

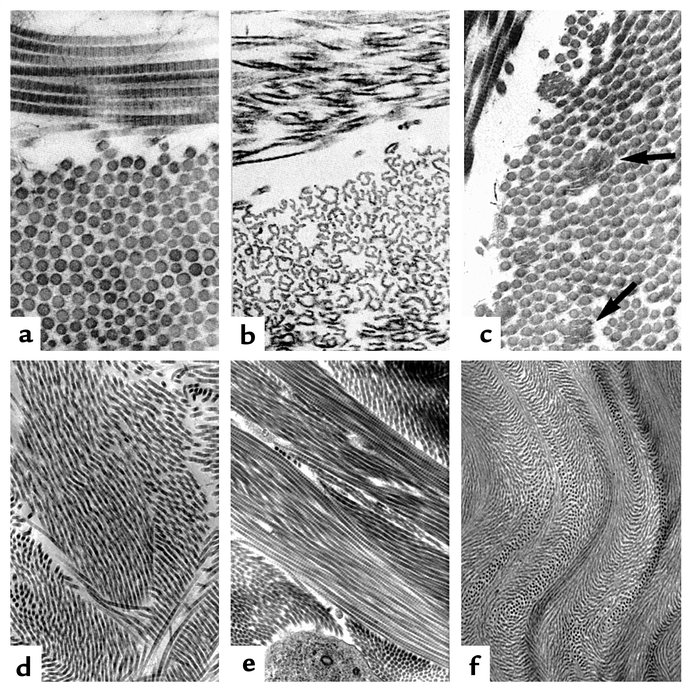
Ehlersův-Danlosův syndrom

### Ehlersův-Danlosův syndrom (EDS)
Ehlersův-Danlosův syndrom (IV. typu) je považován za nedostatek kolagenu typu III. Syndrom se projevuje rupturami tepen a střev. Obě postižené struktury normálně obsahují bohatou síť retikulárních vláken.